# Артюнинское
Артюнинское — деревня в Кирилловском районе Вологодской области.
Входит в состав Ферапонтовского сельского поселения, с точки зрения административно-территориального деления — в Ферапонтовский сельсовет.
Расстояние по автодороге до районного центра Кириллова — 26,5 км, до центра муниципального образования Ферапонтово — 13 км.
По данным переписи в 2002 году постоянного населения не было.